# Independence Park

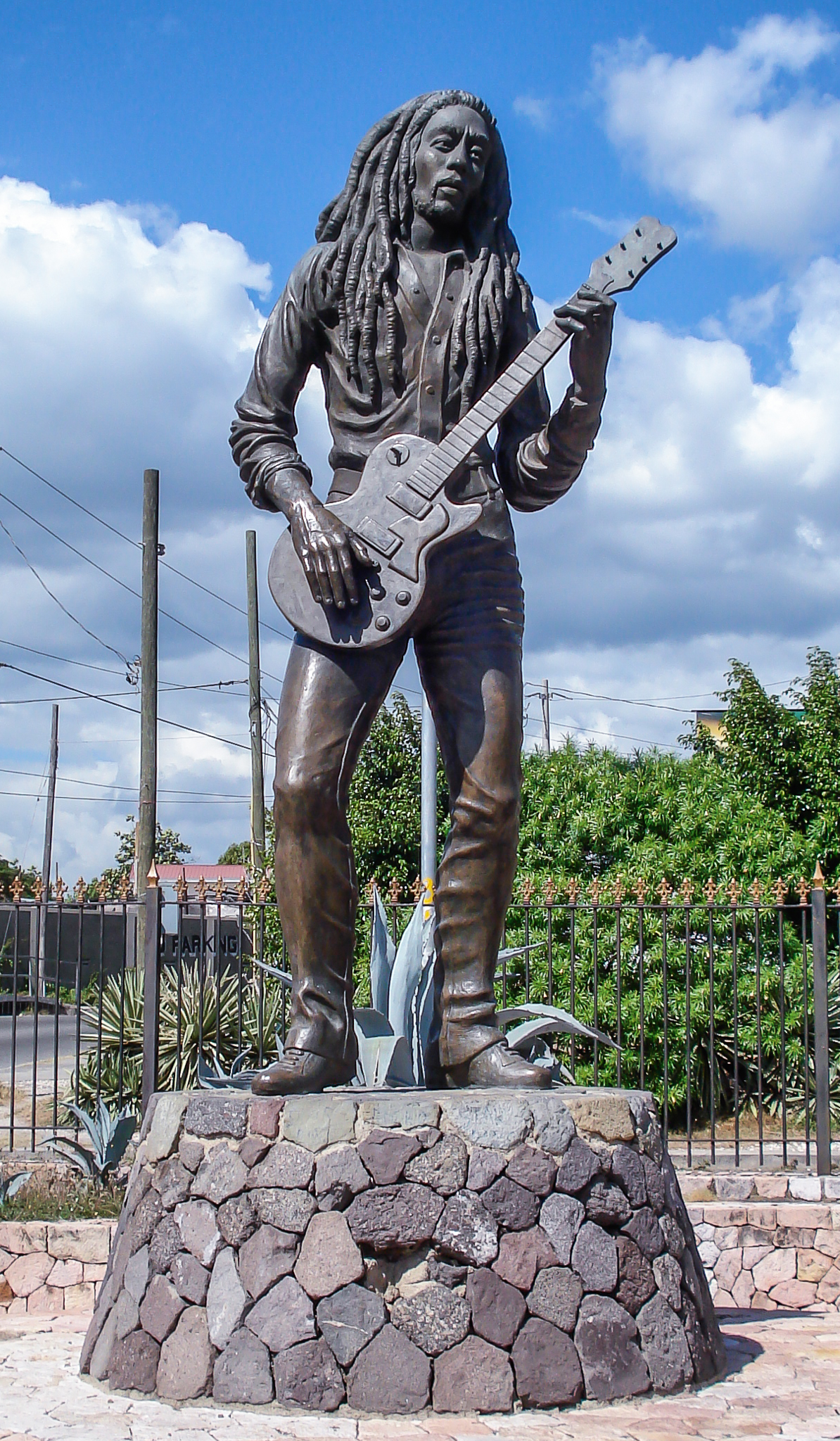
Bob-Marley-Statue von Alvin Marriott im Independence-Park (2007)

Der Independence Park ist eine Sportanlage in der jamaikanischen Hauptstadt Kingston. Er wurde für die British Empire and Commonwealth Games 1966 errichtet und 1962 eröffnet.

## Das Nationalstadion
Im Nationalstadion, das mit 35.000 Plätzen das größte Stadion des Landes ist, gibt es einen Rasenplatz, eine 400-m-Laufbahn sowie eine 500-m-Radrennbahn. Die Anlage wird überwiegend für Fußballbegegnungen der jamaikanischen Fußballnationalmannschaft sowie für westindische Leichtathletikwettbewerbe genutzt. Sie ist die das Heimatstadion der jamaikanischen Leichtathletiknationalmannschaft. Zuweilen trägt auch die jamaikanische Rugby-League-Nationalmannschaft ihre Spiele hier aus. Bei den British Empire and Commonwealth Games 1966 fanden hier Leichtathletik- und Bahnradwettbewerbe statt.

## Schwimm- und Sprungbecken
In Becken wurden die Schwimm- und Sprungwettbewerbe der IX. Zentralamerika- und Karibikspiele 1962 ausgetragen. Für die British Empire and Commonwealth Games 1966 wurde das Hauptschwimmbecken umgebaut, da bei diesen die Entfernungen in Yards festgelegt sind. Im Schwimmstadion finden 8500 Zuschauer Platz.

## Die Nationalarena
Die 1963 eröffnete Arena Nationalarena wurde für die Gewichtheber- und Ringerwettkämpfe der British Empire and Commonwealth Games 1966 gebaut. In der können 6000 Zuschauer die Veranstaltungen verfolgen. Heutzutage finden in dem Gebäude unterschiedliche Veranstaltungen, darunter Netball und Tischtennis, aber auch Messen, Blumenausstellungen, nationale Gesangs- und Modewettbewerbe oder offizielle Trauerfeiern, statt.

## Die National Indoor Arena
Die National Indoor Arena wurde erst 2002 errichtet. 6000 Zuschauer konnten hier die Spiele der IFNA Netball-Weltmeisterschaft 2003 verfolgen.

## Kunst
Am Eingang des Stadions befinden sich Statuen diverser jamaikanischer Sprinter, darunter Don Quarrie, Merlene Ottey, Herb McKenley und seit Dezember 2017 auch von Usain Bolt. Die drei letztgenannten sind Werke von Basil Watson. Bereits 1961 ist eine Skulptur des jamaikanischen Bildhauers Alvin Marriott, die den Namen ‘The Runner’ (Der Läufer) trägt, vor dem Nationalstadion enthüllt worden, um die Leistungen von Herb McKenley, Leslie Laing, Arthur Wint and George Rhoden zu würdigen.
Ebenfalls im Sportpark befindet sich eine 1984 enthüllte Statue des Musikers Bob Marley, auch sie ein Werk von Alvin Marriott. Sie ersetzte die Bob-Marley-Statue des Bildhauers Christopher González an diesem Standort, da diese wegen ihrer leicht abstrakten Gestaltung umstritten war. Das Werk von Gonzalez verblieb zunächst in der National Gallery in Kingston, bevor es am 21. Oktober 2002 im Island Village in Ocho Rios aufgestellt wurde.
Im Nationalstadion fand am 22. April 1978 das One Love Peace Concert von Bob Marley statt.